# Patrimoine architectural de Nantes
Pour un article plus général, voir Nantes.

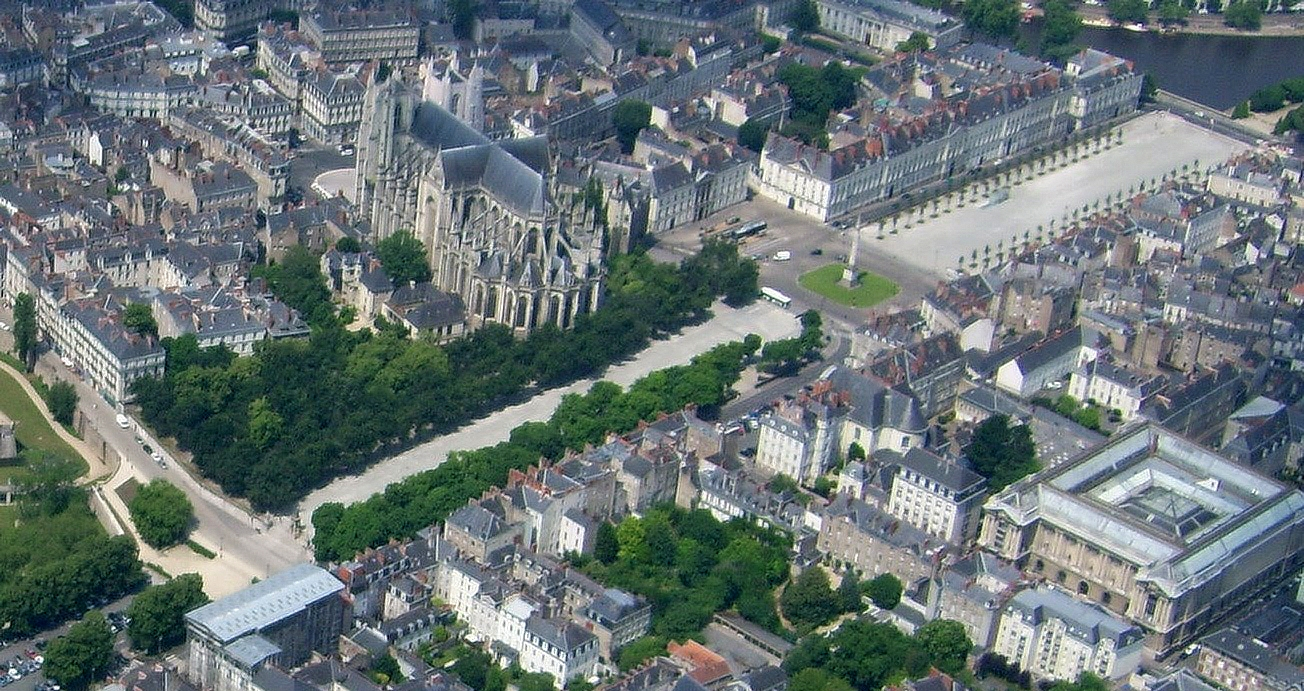
Les cours Saint-Pierre et Saint-André.

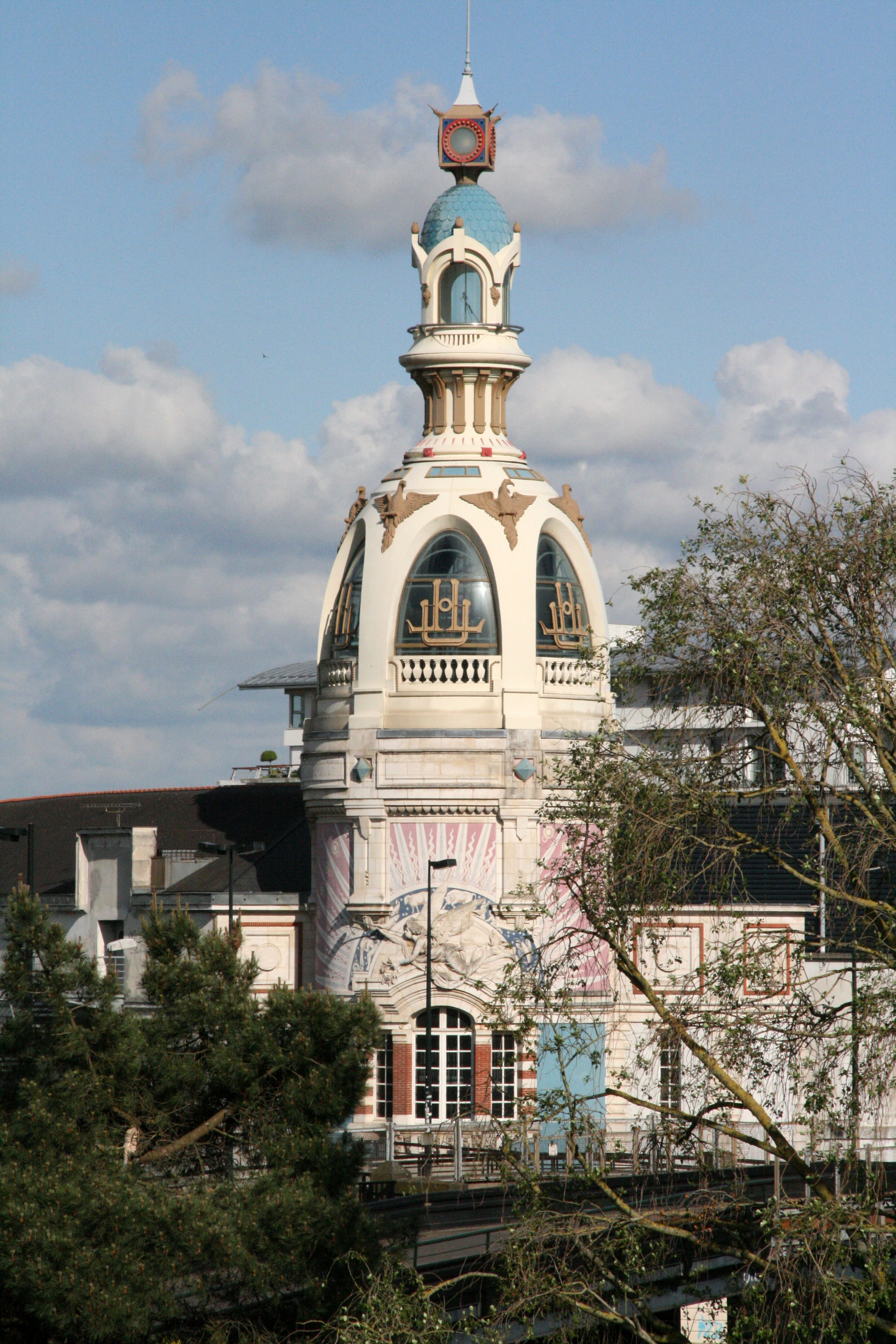
La tour LU.

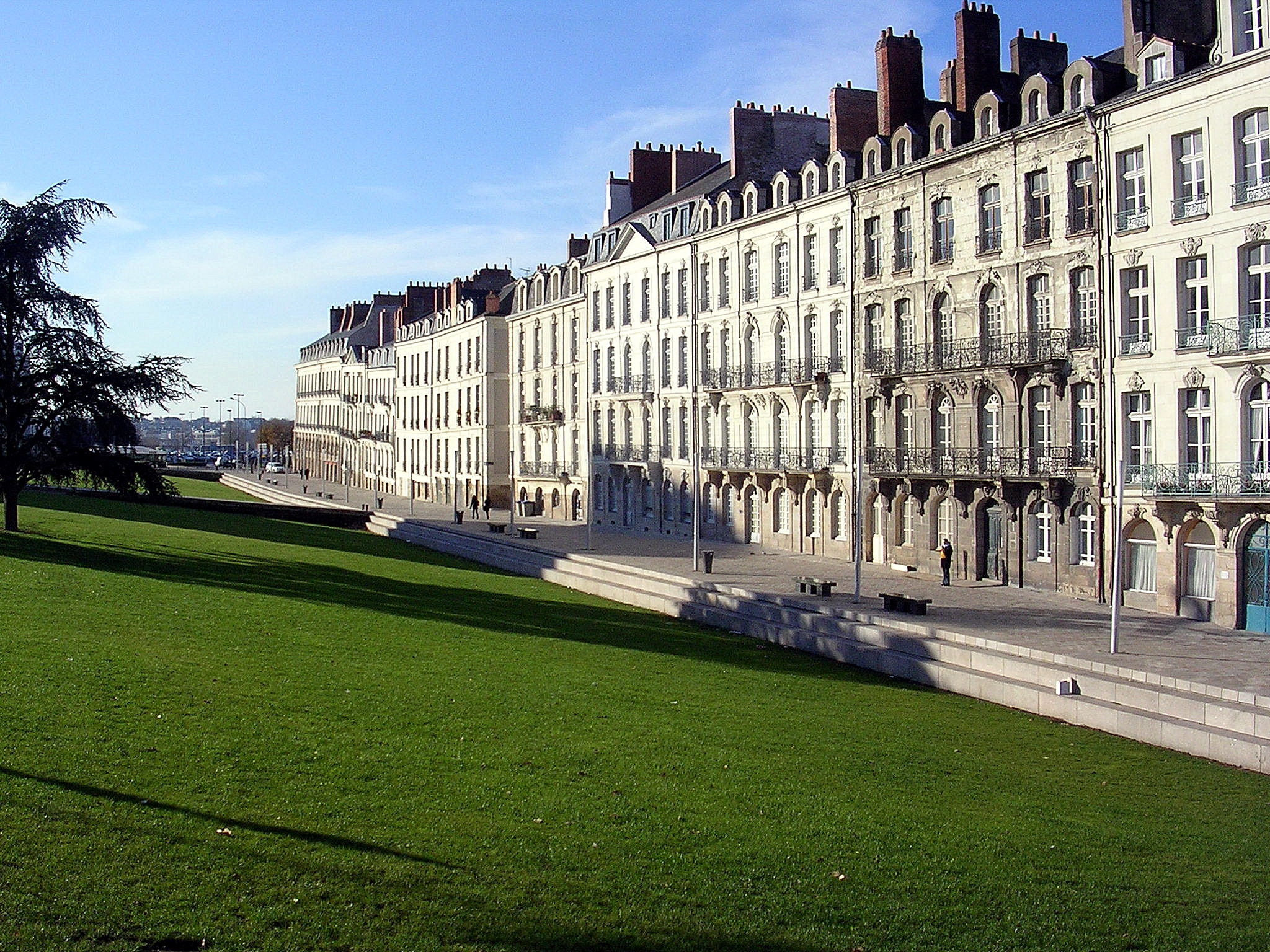
L'ancienne île Feydeau.

Nantes appartient au réseau des Villes et Pays d'art et d'histoire, animé par le ministère de la Culture et les collectivités territoriales, et qui rassemblent les villes soucieuses de préserver et de promouvoir leur patrimoine.
Ainsi, dès 1972, la ville a délimité un secteur sauvegardé compris entre le quai de la Fosse et les cours Saint-Pierre et Saint-André et incluant notamment le château, la cathédrale, le quartier du Bouffay, l'île Feydeau, la place Royale et le quartier Graslin. Avec 126 ha, il est l'un des secteurs sauvegardés les plus importants de France. D'autre part, sous les vocables de « patrimoine nantais », « petit patrimoine », « séquences urbaines de type 1 » et « séquences urbaines de type 2 », le plan local d'urbanisme (PLU) de Nantes Métropole répertorie également un certain nombre d'éléments architecturaux qui, bien que n'étant ni classés ni inscrits, font néanmoins l’objet d’une prescription définie par l’article L123-1-5 (III) du code de l’urbanisme et définissant les « secteurs à protéger, à mettre en valeur ou à requalifier pour des motifs d’ordre culturel, historique ou écologique ».
Par ailleurs, Nantes est riche d'un patrimoine statuaire important disséminé dans la ville ainsi que de quatre fontaines Wallace (voir article Liste des œuvres publiques à Nantes).
En 2009, Jean-Marc Ayrault, alors maire de la ville, émettait le souhait de faire inscrire Nantes et l'estuaire de la Loire au patrimoine mondial de l'UNESCO.
Le passé industriel de la ville lui a légué un patrimoine qui lui confère par endroits un caractère particulier ou s’entremêlent friches, musées, espaces de loisirs ou encore équipements publics à l'image du site des anciens Chantiers Dubigeon devenu le parc des Chantiers. Un autre exemple de mise en valeur d'une ancienne installation industrielle, particulièrement dans un but culturel concerne la biscuiterie LU devenue Le Lieu unique, un des lieux majeurs de la vie nocturne nantaise. Enfin l'ancienne manufacture des tabacs fut réhabilitée dans les années 1980 afin d'accueillir services municipaux et logements et ainsi donner forme à un petit quartier proche du centre-ville.

## Château des ducs de Bretagne
Le château des ducs de Bretagne est situé sur la rive droite de la Loire dans le centre-ville de Nantes. Il était la résidence principale des ducs de Bretagne du XIIIe au XVe siècle. C'est une forteresse constituée de sept tours reliées par des courtines. L'intégralité du chemin de ronde est ouverte au public depuis sa réouverture en février 2007, après 15 ans de fermeture. La cour possède plusieurs bâtiments datant des XVe, XVIe et XVIIIe siècles dont la résidence ducale construite en pierre de tuffeau. Le grand chantier de rénovation débuté en 1990 et terminé en 2007 offre un nouveau visage à l'ensemble architectural du château. Un musée de l'histoire de la ville de Nantes s'est installé dans ces murs depuis la réouverture. Il rassemble des documents, des cycles de tableaux, des écrits, etc. Le musée est doté d'un dispositif multimédia moderne, qui rend la visite plus simple et plus enrichissante, grâce à des documents photos, audio ou vidéos interactifs inédits.

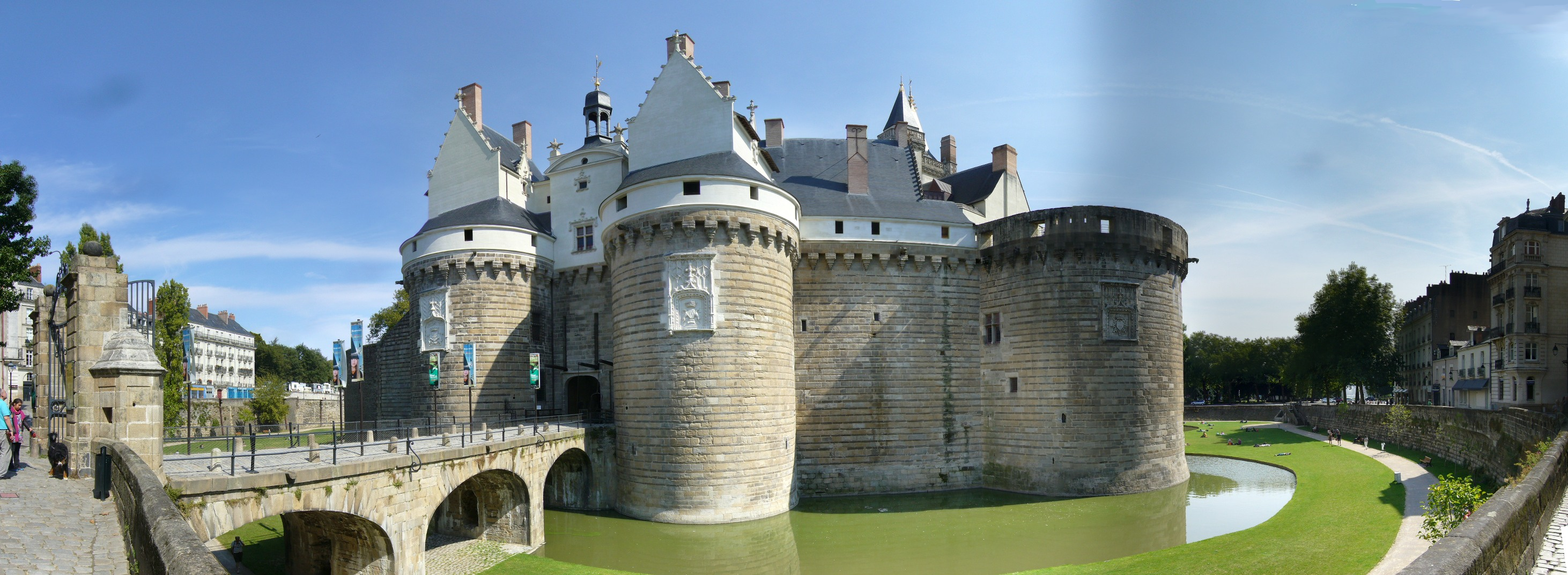
Entrée du Château entre les tours du Pied-de-Biche et de la Boulangerie.
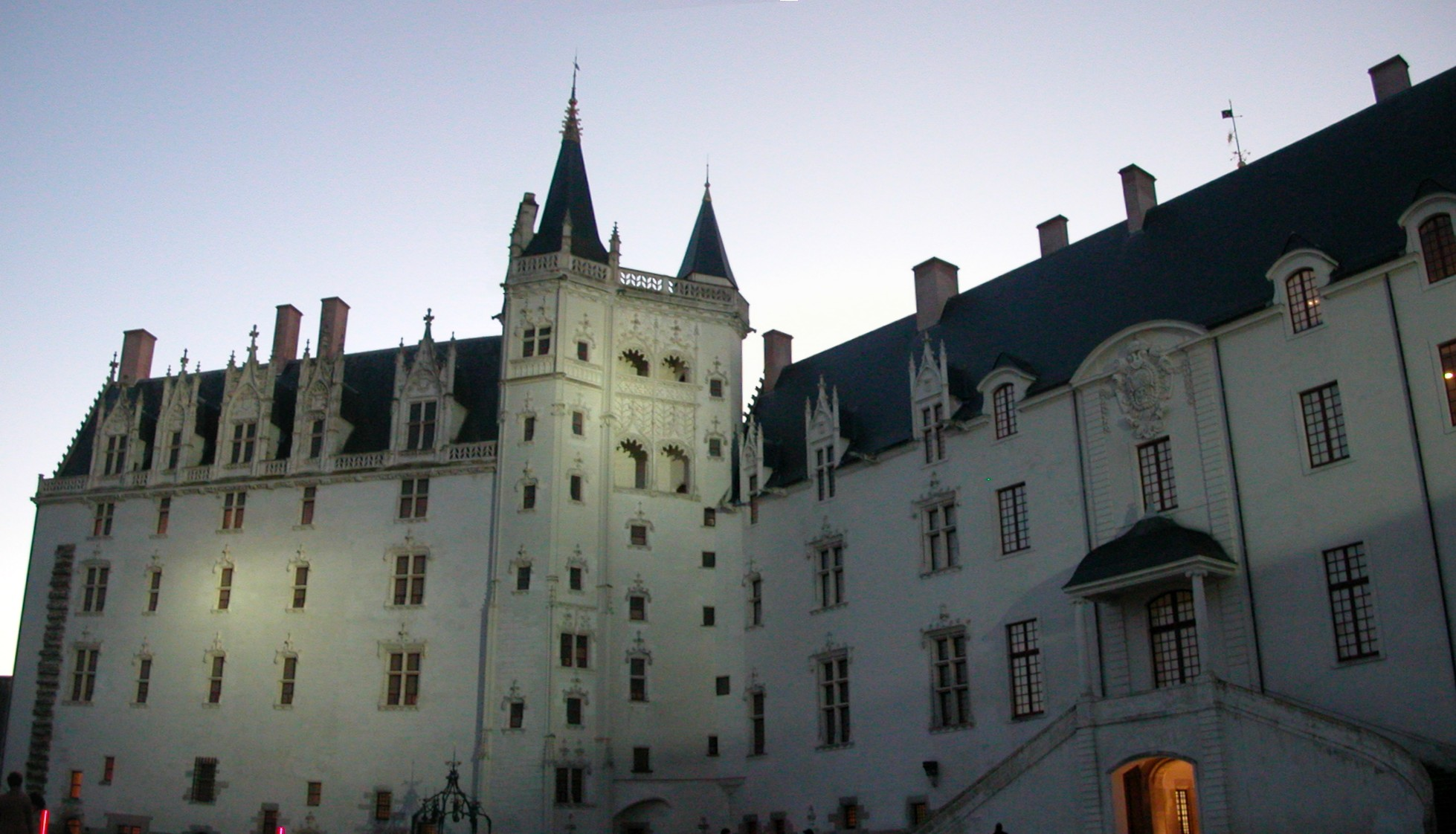
Le Grand Gouvernement, le Grand Logis et la tour de la Couronne d'Or.
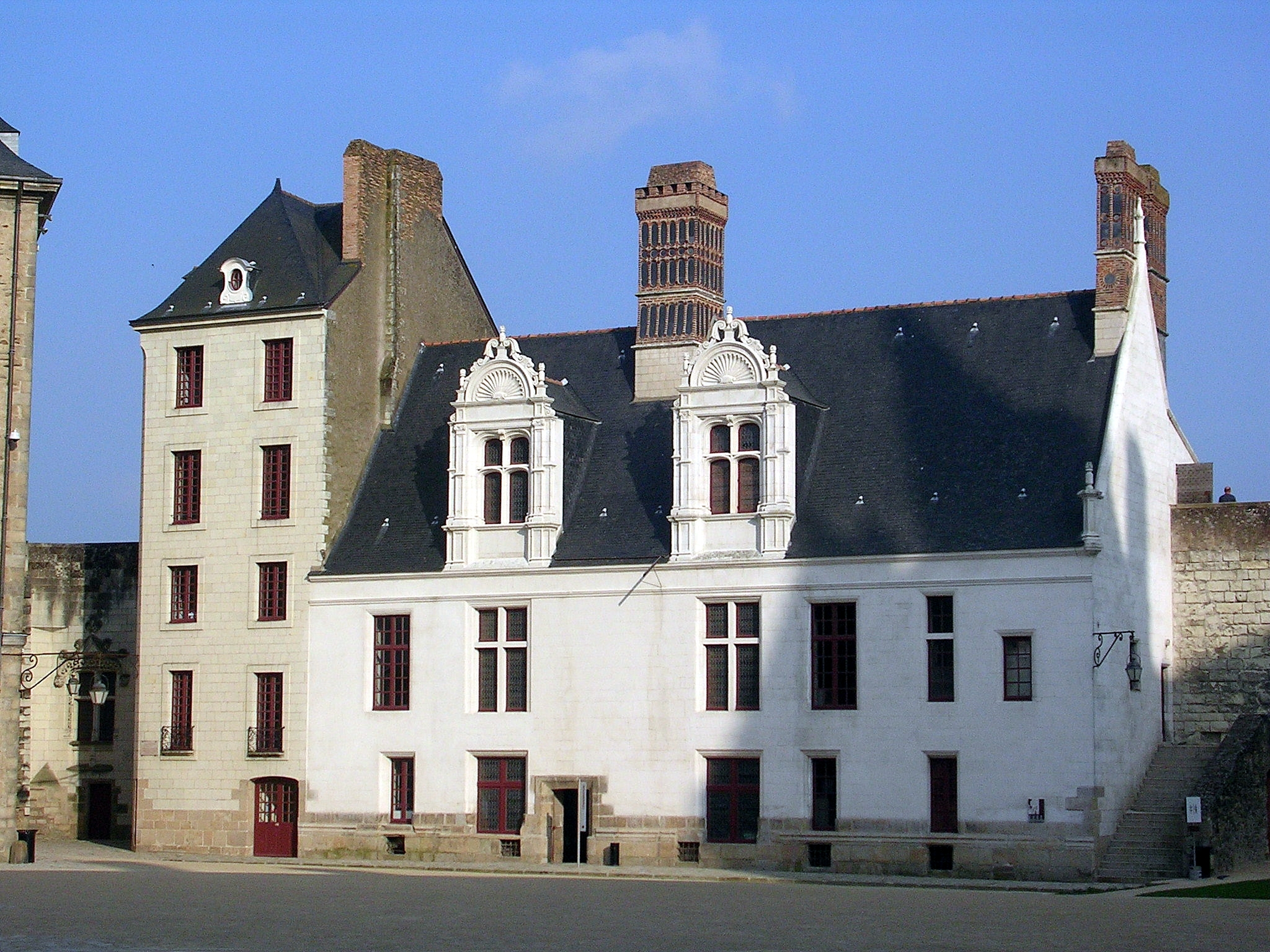
Le Petit Gouvernement.

## Quartiers historiques
Le quartier médiéval du Bouffay, proche du château et de la cathédrale, à l'intérieur des limites de l'ancienne enceinte, date du XVe siècle. Il abrite un ensemble de maisons aux façades à pans de bois, à colombages et à encorbellements, tel que la maison des Apothicaires, ou des hôtels particuliers comme l'hôtel Saint-Aignan. Certaines de ces habitations ont été reconstruites en pierre au XVIIIe siècle dans le parcellaire médiéval.
L'hôtel de ville est installé dans des bâtiments construits pour partie au XVIIe siècle, le manoir de Derval, l'hôtel de Rosmadec et l'hôtel de Monti de Rezé.
Les bâtiments datant du XVIIIe siècle, dont les architectes sont Jean-Baptiste Ceineray et Mathurin Crucy, se situent dans les quartiers du cœur de la ville. On y retrouve plusieurs places comme la place Graslin avec le théâtre ; la place Royale, dont la fontaine représentant la Loire et ses affluents, les sols, les façades et les éclairages ont été rénovés en 2007 ; la place du Commerce, la plus animée du centre-ville et la place Maréchal-Foch avec sa colonne servant de stèle à l'une des rares statues de Louis XVI existant en France. Ces places sont reliées par de larges perspectives comme le cours Cambronne ou les cours Saint-Pierre et Saint-André.
Ces quartiers regroupent aussi l'hôtel de préfecture de la Loire-Atlantique (ancienne chambre des comptes de Bretagne), le palais de la Bourse qui abrita l'Office de tourisme puis aujourd'hui la Fnac et enfin l'île Feydeau (rue Kervégan, Temple du Goût, Cour ovale), urbanisée en un seul ensemble, comparable à l'île Saint-Louis à Paris. Le quai de la Fosse et les rues qui y descendent, où se trouvaient les maisons de filles à matelots, constituent l'ancien port de Nantes.
Construit en 1851 dans un style néoclassique, l'ancien palais de justice de Nantes, situé place Aristide-Briand et dessiné par Chenantais, a été cédé par l'État au conseil général qui décida de le transformer en grand et luxueux complexe hôtelier (Radisson) comportant également une galerie d'art. L'hôtel Radisson Blu a été inauguré en novembre 2012.
La maison des Compagnons du Devoir au sud de la gare SNCF, est pourvue d'un clocher tors. L'immeuble CGA date des années 1930, et a reçu le label « Patrimoine du XXe siècle », tandis que le Blockhaus DY10 témoigne de la période d'occupation allemande lors de la Seconde Guerre mondiale. Inaugurée en 1976, la tour Bretagne domine la ville du haut de ses 144 mètres. 
En l'an 2000, l'essentiel des tribunaux de l'ordre judiciaire nantais ont investi un nouvel édifice conçu par Jean Nouvel sur l'île de Nantes. D'architecture contemporaine, ce bâtiment rectiligne de couleur noire comporte 1 500 tonnes d'acier rappelant les constructions navales présentes sur le site.
Le comblement à partir de 1926 des bras nord de la Loire et de l'Erdre canalisée (devenue le cours des 50-Otages) a grandement transformé le caractère de la ville ancienne. Le château des Ducs, la place du Commerce, les façades de l'île Feydeau et du quai de la Fosse se trouvaient à l'origine en arrière des quais, au bord de l'eau. Une figuration de quais a été reconstituée le long de la face sud et une partie de la face nord de l'île Feydeau (conçu par l'urbaniste Bruno Fortier).

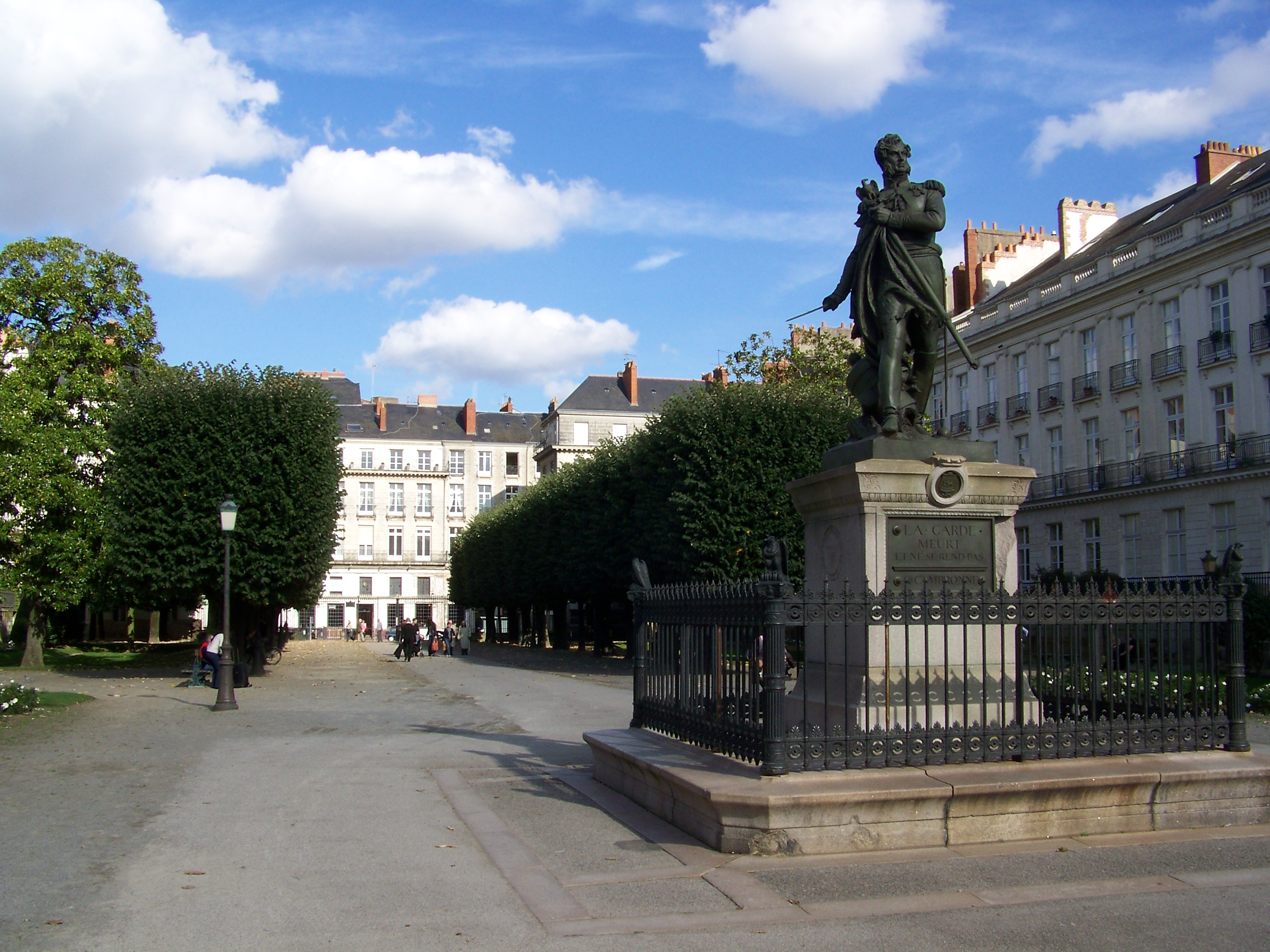
Le cours Cambronne avec au premier plan la statue du général, rénovée en 2008.
Place du Bouffay, au cœur du Bouffay.
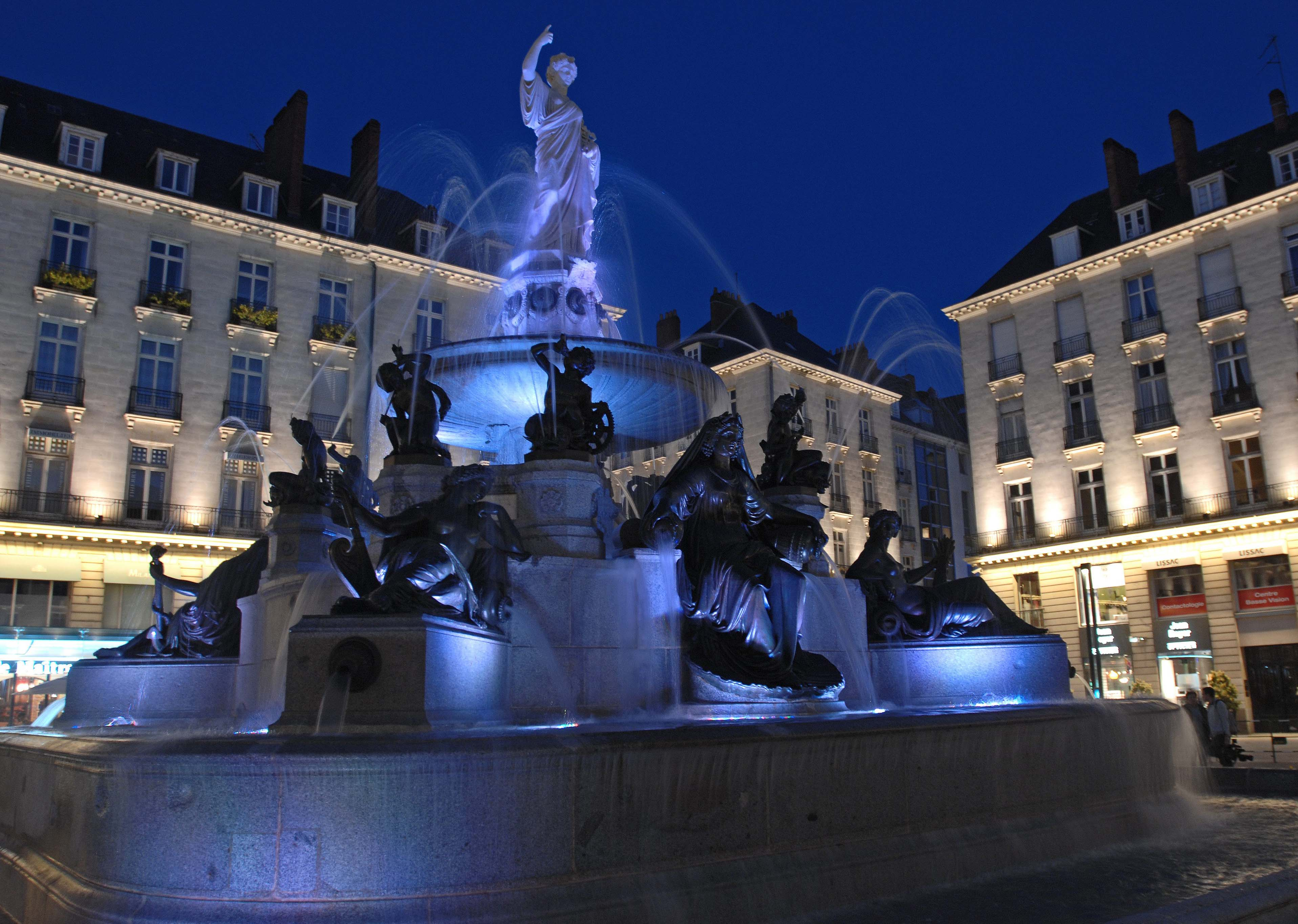
La fontaine de la place Royale.

## Patrimoine religieux

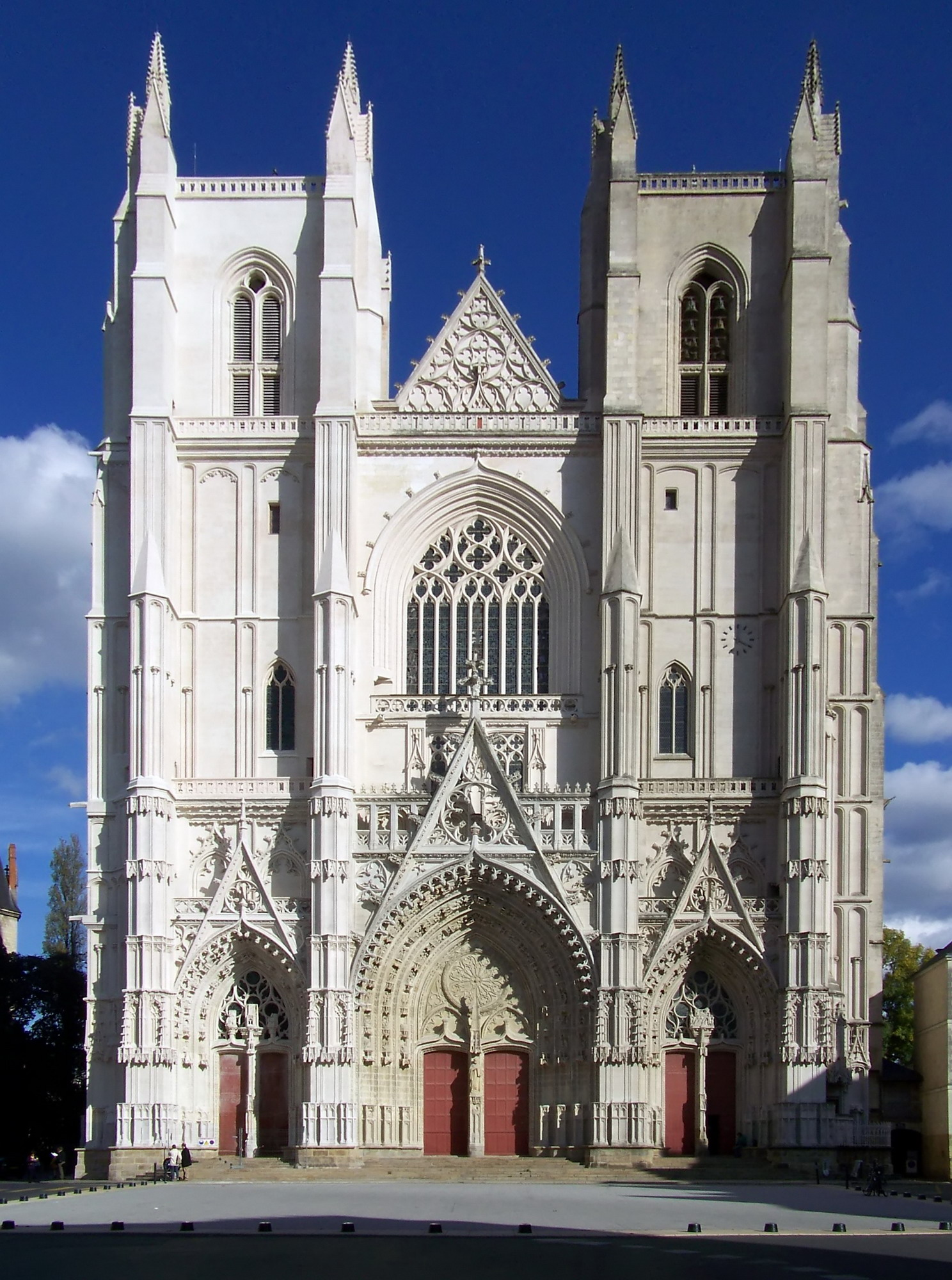
Cathédrale Saint-Pierre-et-Saint-Paul de Nantes.

De nombreux lieux de culte sont construits sur le territoire de la commune, principalement des églises catholiques. Les édifices érigées avant la loi de séparation des Églises et de l'État promulguée en 1905, appartiennent à la ville de Nantes. Celles postérieures à cette date sont propriétés du diocèse de Nantes, à l'exception de l'église Saint-Médard du Vieux-Doulon, et de l’église Sainte-Madeleine, reconstruites à la suite de sinistres ayant détruit les édifices datant d’avant 1905.
La cathédrale Saint-Pierre-et-Saint-Paul, de style gothique, est située sur la place Saint-Pierre. Sa construction s'est déroulée de 1434 à 1891 (457 ans). L'édifice voit le jour sous l'impulsion du duc de Bretagne Jean V et de l’évêque Jean de Malestroit en 1434. La façade est achevée dès la fin XVe siècle, les tours ne le sont qu’en 1508, la nef et les collatéraux le sont également au début du XVIe siècle, la voûte gothique de la nef, le bras sud du transept et les arcs-boutants sont terminés au XVIIe siècle et le chevet fin XIXe siècle. La cathédrale est finalement inaugurée le 25 décembre 1891. Après avoir subi les dommages de la pollution urbaine, du manque d’entretien et des bombardements de 1944, l'édifice bénéficie d'une restauration. Mais un incendie se déclenche à la fin des travaux, en 1972. Un nouveau chantier de restauration commence un an plus tard.
Cette cathédrale fait l'objet d'un classement au titre des monuments historiques depuis 1862.
La basilique Saint-Nicolas est l'un des premiers projets néo-gothiques de France datant du XIXe siècle. L'édifice se situe dans le centre ville de Nantes, place Félix-Fournier. Cette église est construite par Jean-Baptiste Antoine Lassus (qui a vers la même époque comme collaborateur sur le chantier de restauration de Notre-Dame-de-Paris, puis plus tard successeur, Eugène Viollet-le-Duc qui lui doit une grande part de son savoir). Elle fut érigée en basilique le 28 octobre 1882. Bâtie sur un terrain exigu, la basilique est orientée sur un axe nord-sud inhabituel pour un édifice de tradition chrétienne. Les principaux matériaux utilisés pour sa construction sont le granit local et le tuffeau de Touraine. L'édifice est grandement endommagé lors du bombardement du 16 septembre 1943. Cette basilique fait l'objet d'un classement au titre des monuments historiques depuis 1862.
L'église Notre-Dame-de-Bon-Port est construite entre 1846 et 1856 par les architectes Saint-Félix Seheult et Joseph-Fleury Chenantais. Elle se situe place du Sanitat près du quai de la Fosse, où se tenait l’essentiel du trafic du port de Nantes au moment de sa construction, d’où son nom. Elle est coiffée d'un dôme faisant référence à celui des Invalides de Paris. Au sommet de la flèche, on trouve un archange doré. Elle fait l'objet d'un classement au titre des monuments historiques depuis 1975.

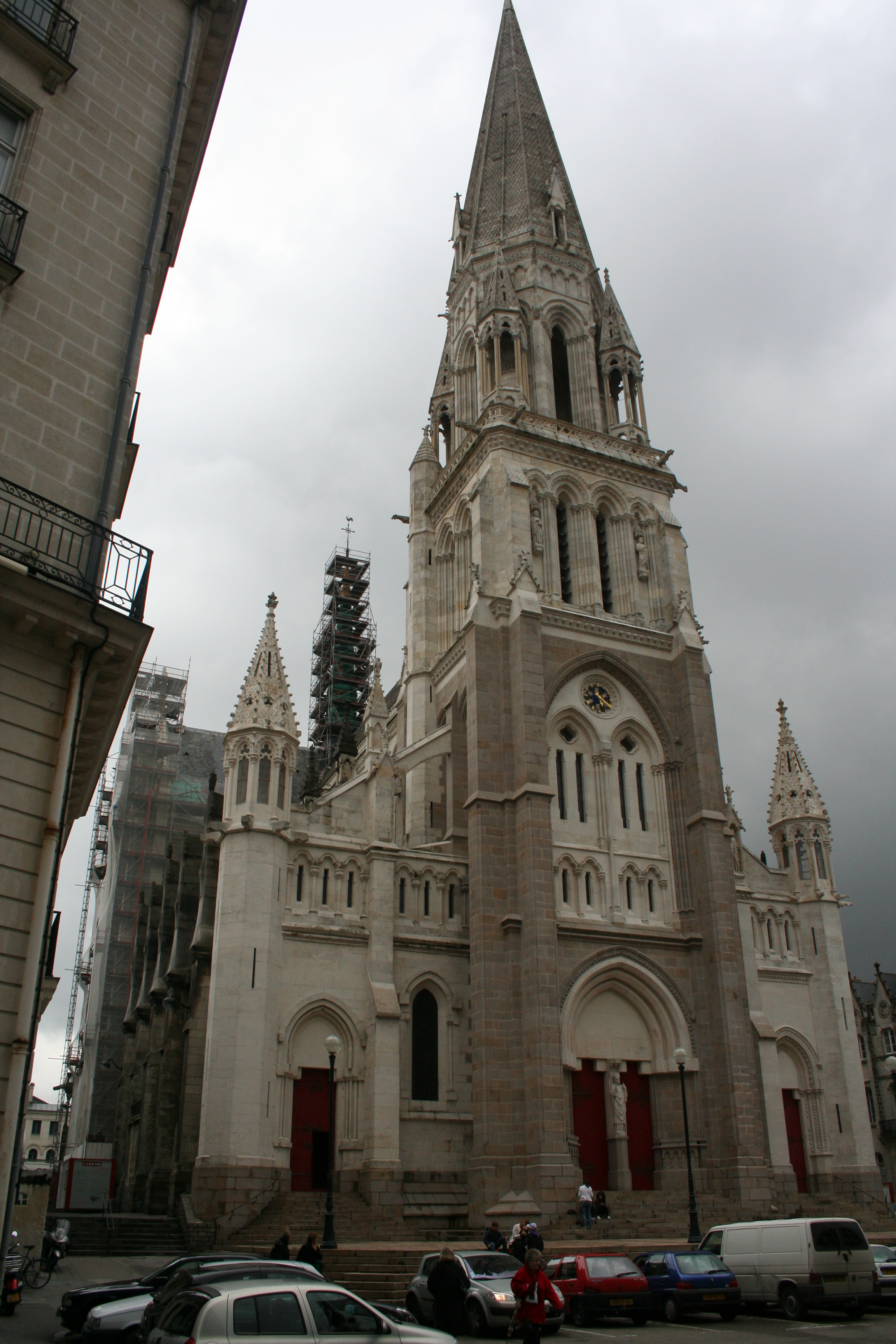
Basilique Saint-Nicolas..
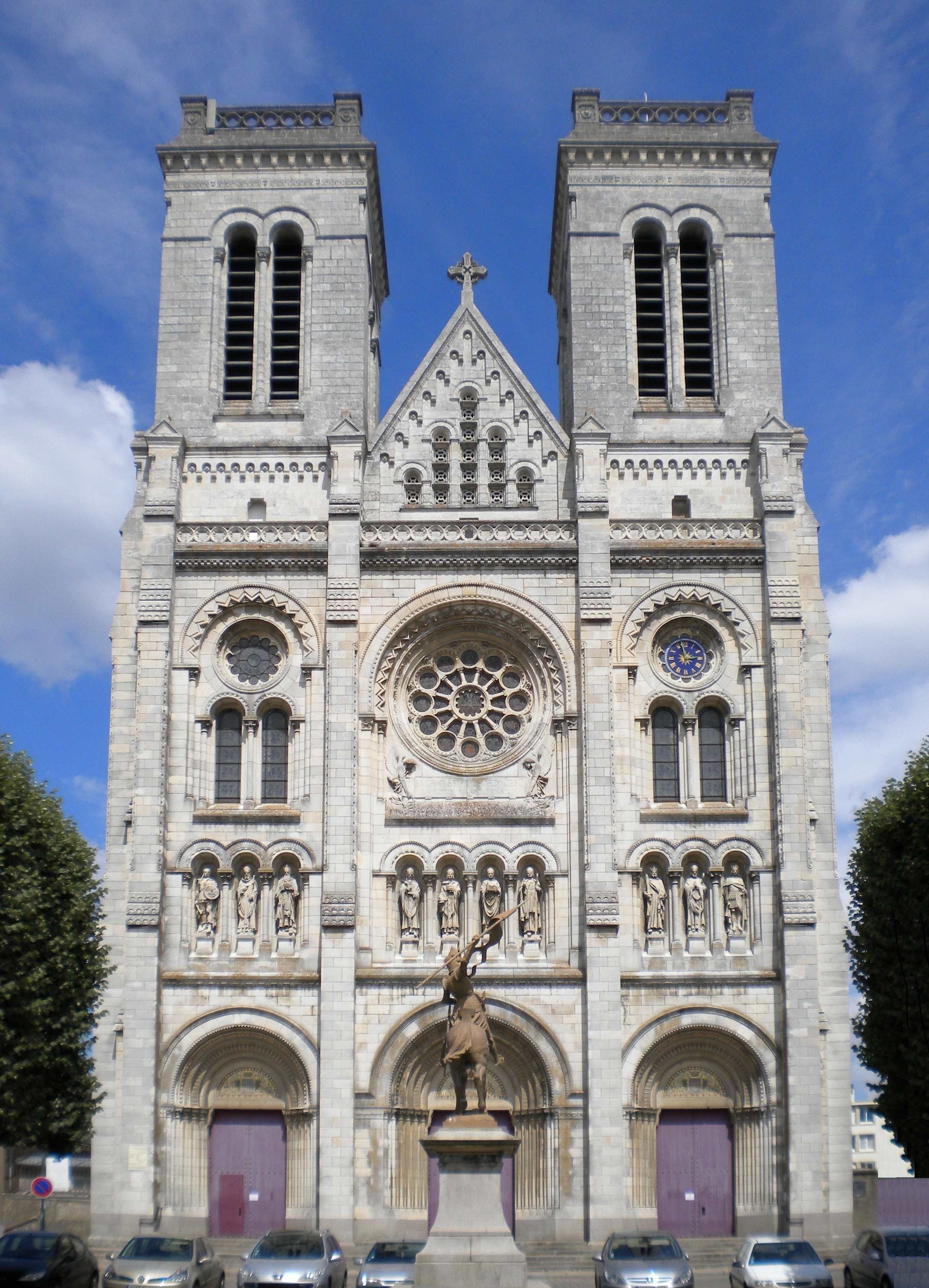
Basilique Saint-Donatien-et-Saint-Rogatien.
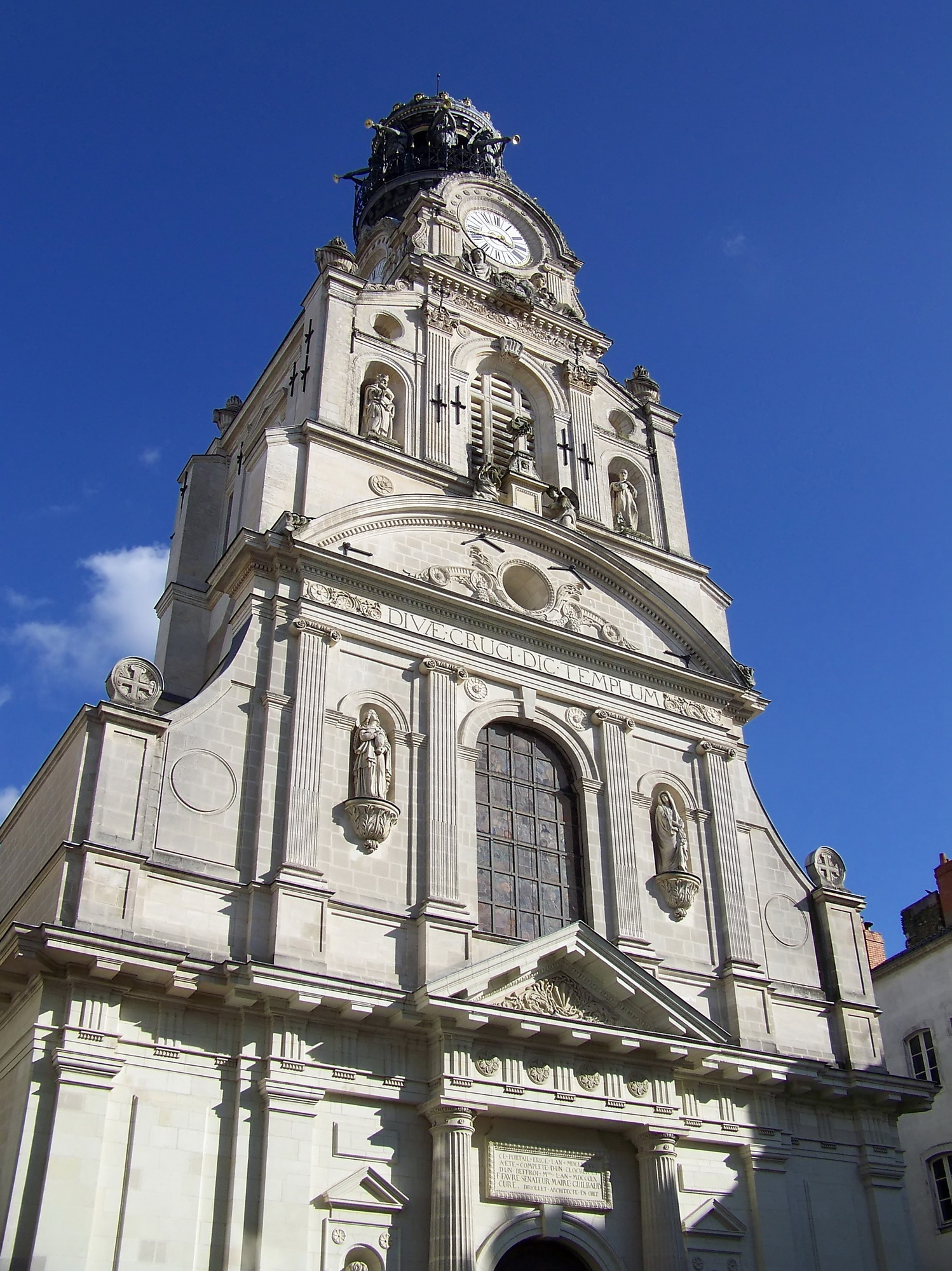
Église Sainte-Croix..
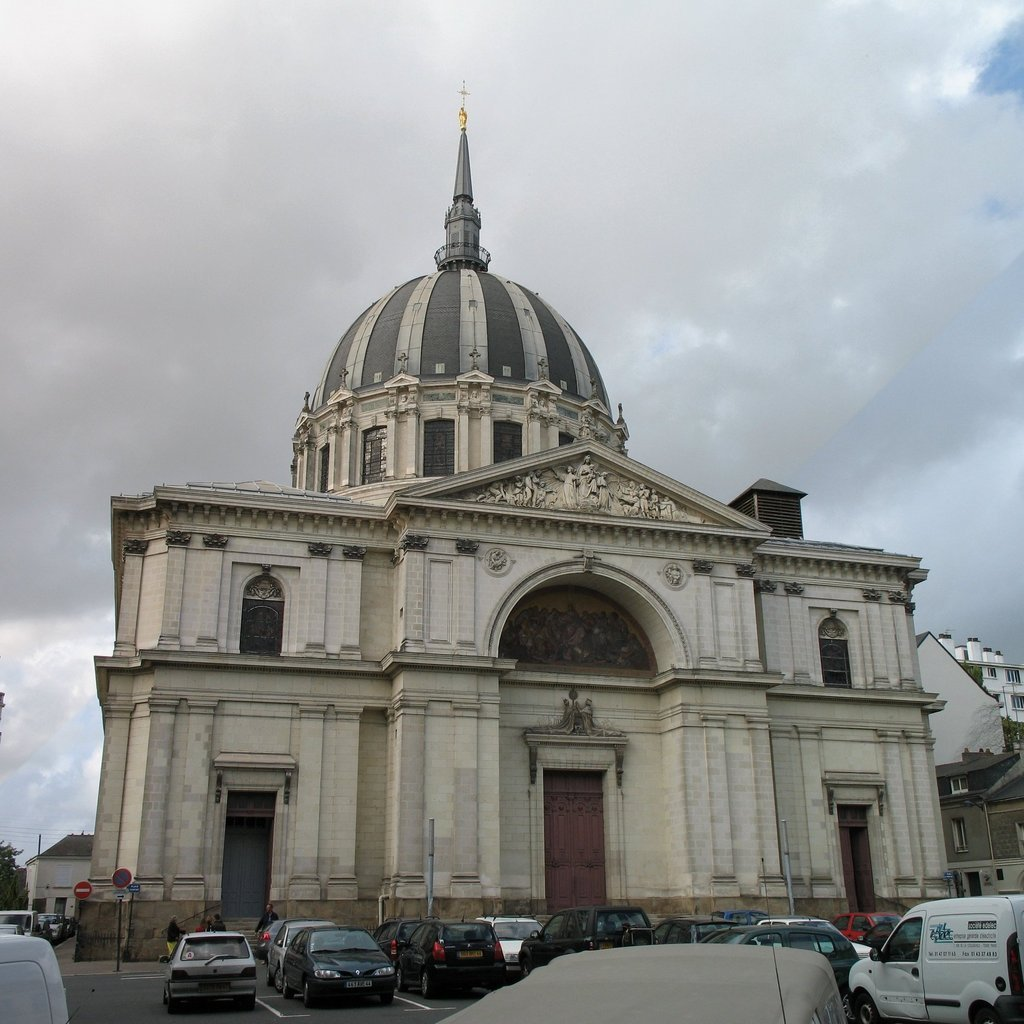
Notre-Dame-de-Bon-Port..

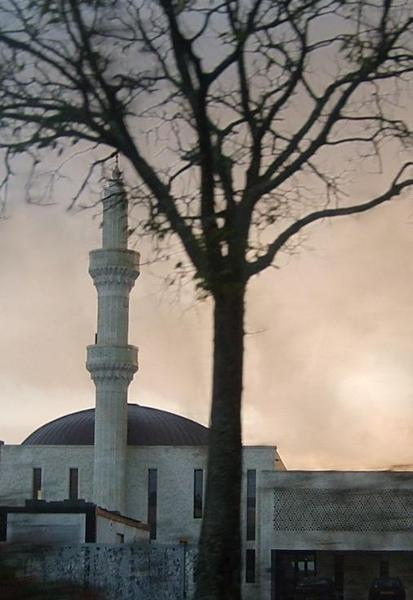
La mosquée Osmanli.

Trois grandes mosquées ont été construites depuis 2009 : la mosquée Arrahma est située dans le nord de la ville ; la mosquée Osmanli (dite « mosquée des Turcs ») est située boulevard du Bâtonnier-Cholet, qui a adopté une architecture traditionnelle avec un minaret haut de 18 mètres ; la mosquée Assalam, située dans le quartier Malakoff, conçue dans un style moderne, avec un minaret éclairé.
Le temple protestant de Nantes, place Édouard-Normand, inauguré en 1958, est conçu par l'architecte Victoire Durand-Gasselin, qui était elle-même de confession protestante. Il remplace un bâtiment plus ancien, construit en 1855, place de l'Édit-de-Nantes, qui fut détruit par un bombardement lors de la Seconde Guerre mondiale.
L'église orthodoxe qui se situe boulevard de la Beaujoire porte le nom de Église orthodoxe Saint-Basile-de-Césarée-et-Saint-Alexis-d'Ugine et a été entièrement construite avec des rondins de mélèze de Sibérie.

## Patrimoine industriel
Il ne reste rien des trois grandes fabriques de toiles indiennes qui employaient 1 300 personnes en 1803, ni des 25 filatures de coton existant en 1838, ni de la trentaine de manufactures de textile du XIXe siècle. Historiquement les industries nantaises ont migré du centre vers l'ouest de la ville (Chantenay) et dans les anciennes îles sur la Loire (actuelle île de Nantes).
Une des plus emblématiques usines est la raffinerie de sucre Béghin-Say sur l'ancienne île Sainte-Anne (partie sud de l'île de Nantes), construite en 1936, et qui a bénéficié en 1993 d'une rénovation la laissant aujourd'hui apparaître en bleu et blanc. 

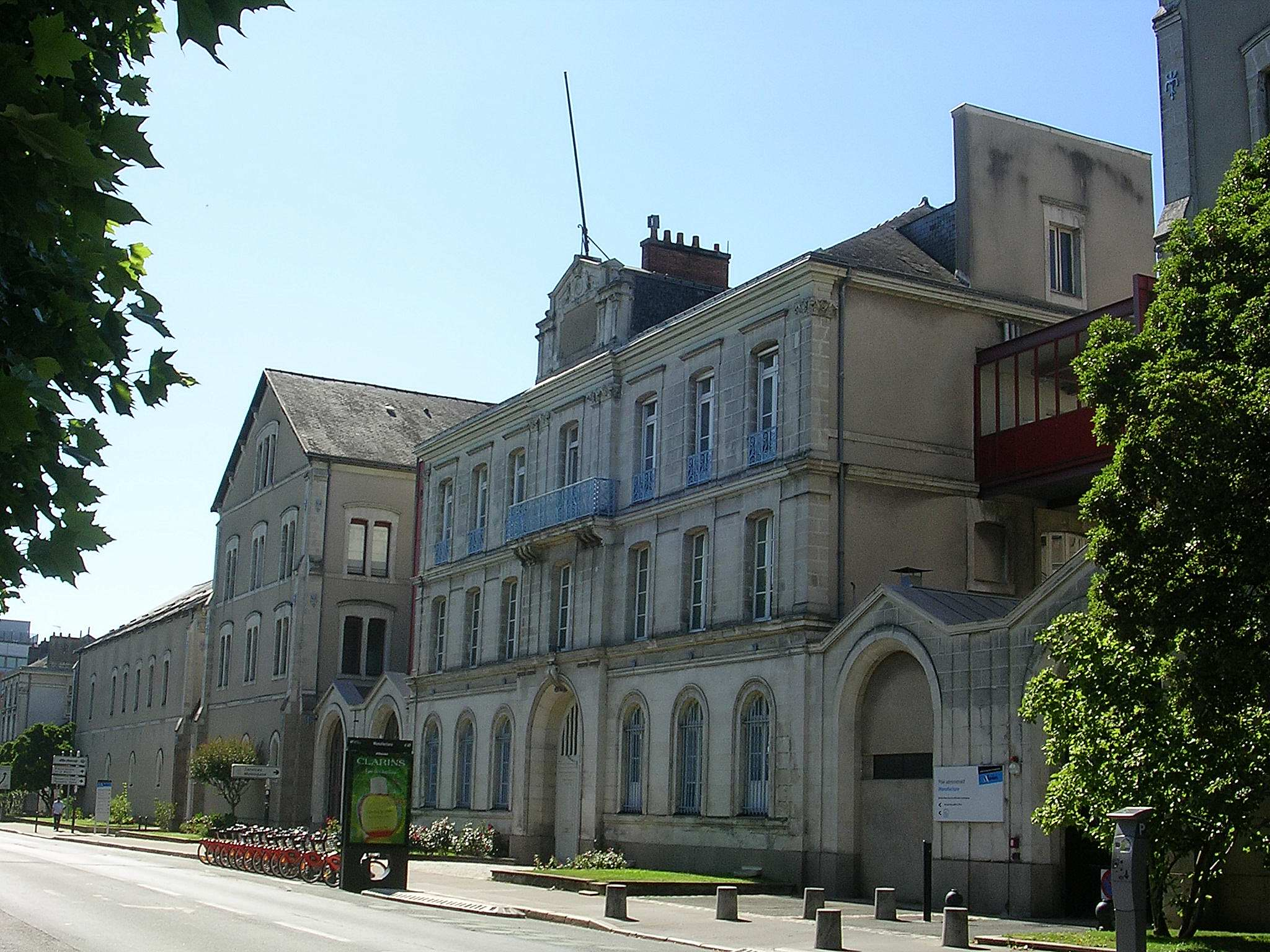
L'ancienne Manufacture des tabacs.

Tout aussi bien rénovée, la Manufacture des tabacs a été dessinée par Joseph-Fleury Chenantais en 1861 d'après un prototype strasbourgeois. Elle est composée de cinq bâtiments, avec deux cours intérieures. On y fabriquait cigares, tabac, allumettes. Elle a compté jusqu'à 1 889 ouvriers et surtout ouvrières en 1877. Avant le transfert des activités vers le site de Carquefou en 1973, 443 employés y travaillaient encore.
L'usine des Batignolles a été fondée en 1919 par une entreprise spécialisée dans la mécanique pour chemin de fer. Cette construction de béton précontraint est l'œuvre des entrepreneurs François Mercier et Claude Limousin (selon le procédé Freyssinet). On y a fabriqué des locomotives à vapeur, notamment les Pacific, puis les 242 qui étaient encore produites dans les années 1950. Rachetée par le groupe Creusot-Loire, elle se consacra ensuite à la fabrication de matériels d’extraction pour l’industrie pétrolière et gazière, ainsi que des rotatives d’imprimerie. Depuis, ces deux activités ont été reprises respectivement par l’allemand GEA Group (BTT - Batignolles Technologies Thermiques), et l’américain Goss International qui occupent conjointement le site.
Nantes a également de beaux bâtiments consacrés à la production d'électricité. La première usine, rapidement insuffisante, a été construite rue Sully en 1891 dont certains éléments d'architecture ont été intégrés dans le bâtiment du Conseil départemental, une deuxième érigée en 1901, rue Lamoricière a été entièrement conservée et réhabilitée. Cette dernière centrale thermique est constituée de deux halles : une petite pour la chaudière à charbon, une grande pour un générateur électrique. Dans cette grande halle, la nef est particulièrement esthétique, constituée d'une charpente de fer et fonte installée par les ateliers Joseph Paris, dans un décor évoquant l'architecture des châteaux du XVIIIe siècle. Corniches, bandeaux et arcs de calcaire soulignent les formes d'un bâtiment de briques rouges qui a été réhabilité en supérette pour la petite halle et en gymnase pour la grande. La Compagnie d'électricité de basse-Loire a exploité une autre usine à Chantenay, dans l'actuelle rue des Usines, avec les mêmes matériaux que celle de Lamoricière, mais en plus grand, ce qui peut amener à la comparer à une cathédrale.
Vestiges des chantiers Dubigeon, le parc des Chantiers abrite plusieurs installations industrielles témoignant de la construction navale à Nantes, tel que trois cales de lancement, ainsi que les anciens bureaux des « Ateliers et chantiers de Nantes », construits en 1914, qui ont été restaurés, rebaptisés « maison des Hommes et des Techniques », puis confiés à l'Université inter-âges, et à plusieurs associations nantaises. Non loin de là, toujours sur le thème du port, se dressent deux grues Titan. La première mesure 34 mètres de haut, et a été montée par les ateliers Joseph Paris en 1954. Elle était grise à l'origine et a été peinte en jaune lors de sa rénovation. La seconde grue monumentale, classée monument historique, est un modèle Titan 01, d'une puissance de 30 tonnes à 42 mètres, 60 tonnes à 24,3 mètres. Il s'agit d'une grue-marteau : la direction du chariot est horizontale. Une crinoline enserre le fût fixe ; la crapaudine est située en haut. Il y a un cercle de guindage en bas de la crinoline et un portique asymétrique. C'est l'atelier SA Travaux métalliques de Boom qui a réalisé cet appareil de 47 m de haut et de 350 tonnes à vide. Cette grue, qui a gardé sa couleur grise d'origine, a été mise en service en 1966-1967 et a fonctionné jusqu'en 2002.
L'usine LU témoin de l'industrie biscuitière nantaise a également conservé de très nombreux bâtiments situés dans le quartier du Champ-de-Mars, de part et d'autre de l'avenue Carnot. L'élément architectural le plus emblématique est la tour-lanterne haute de 36 mètres, élevée dans les années 1900, œuvre de l'architecte Auguste Bluysen (une tour jumelle existait de l'autre côté de l'avenue dont les derniers vestiges furent rasés dans le courant des années 1980). Le dôme qui la coiffe est en réalité d'un fac-similé de celui qui existait à l'origine et qui fut reconstituée dans le cadre de la réhabilitation des bâtiments laissé à l'abandon à partir de 1986, à la suite du transfert de la production sur le nouveau site de La Haie-Fouassière. Une grande partie des locaux accueillent désormais un centre culturel baptisé le Lieu unique.
Paul Perraud a entrepris de construire une nouvelle minoterie, les « Grands Moulins Perraud et Compagnie », en 1894-1895 au bord de la Loire, 1, boulevard de Cardiff, devenus « Société Anonyme des Grands Moulins de la Loire » jusqu'à la Seconde Guerre mondiale. Paul Perraud en a confié la conception aux architectes Raoulx et Lenoir de Nantes et aux ingénieurs lillois E. et P. Sée, concessionnaires du procédé Hennebique. La réalisation a été faite en béton armé selon les brevets déposés par l’ingénieur François Hennebique dans le système constructif poteau-poutre-dalle du « procédé Hennebique ». Ce bâtiment est alors un des plus grands en béton armé, matériau innovant pour l'époque : 63 m de long, 24 m de largeur, sur 6 niveaux. Une partie a été construite en encorbellement sur une voie ferrée. Au 3e congrès du béton armé, François Hennebique annonce : « Voici le bâtiment qui m'amènera un peu de notoriété ». Le bâtiment des « Moulins de la Loire » a connu plusieurs usages. Il a été recouvert d'un bardage en 1974, reconverti en immeuble de bureaux et renommé Cap 44, puis laissé vide en 2012. Après son rachat par Nantes Métropole au groupe Axa, il a été décidé de faire « le choix d'une préservation et d'une évolution respectueuse de l'histoire » suivant l'avis de l'urbaniste Bernard Reichen en le transformant à partir de mi-2020. La partie ouest doit être conservée sur la totalité de sa hauteur, mais la partie doit être abaissée,.

## Bâtiments commerciaux

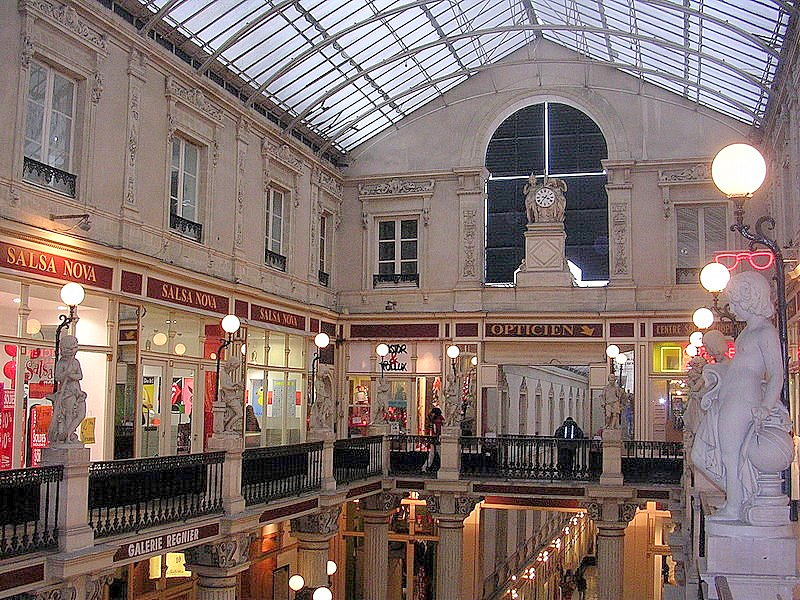
Le passage Pommeraye.

Dès le XIXe siècle Nantes développe fortement ses commerces. Le passage Pommeraye est une galerie marchande du centre ville. Le projet est conduit par l'architecte Jean-Baptiste Buron, sur demande du restaurateur Louis Guilloux qui s'est associé à Louis Pommeraye, notaire à Nantes, qui a laissé son nom au Passage. Construit de 1841 à 1843, ce passage mixte constitué de commerces et d'habitats est construit sur trois niveaux, il relie la rue de la Fosse à la rue Santeuil sur 9 mètres de dénivelé et trace un trait d’union entre le quartier de la place du Commerce et celui de la place Royale. Il s’organise autour d’un escalier central monumental. La partie haute recèle des arcs ornés de stuc et huit médaillons, œuvre de Guillaume Grootaërs, dans lesquels apparaissent les têtes de personnages célèbres. Dans la galerie haute figurent seize statues de Jean Debay, symbolisant les domaines chers à la ville de Nantes : agriculture, beaux-arts, commerce, etc. ainsi qu'une horloge entourée des statues de Diane et Apollon, toujours de Debay. Le passage a été classé monument historique en 1976.

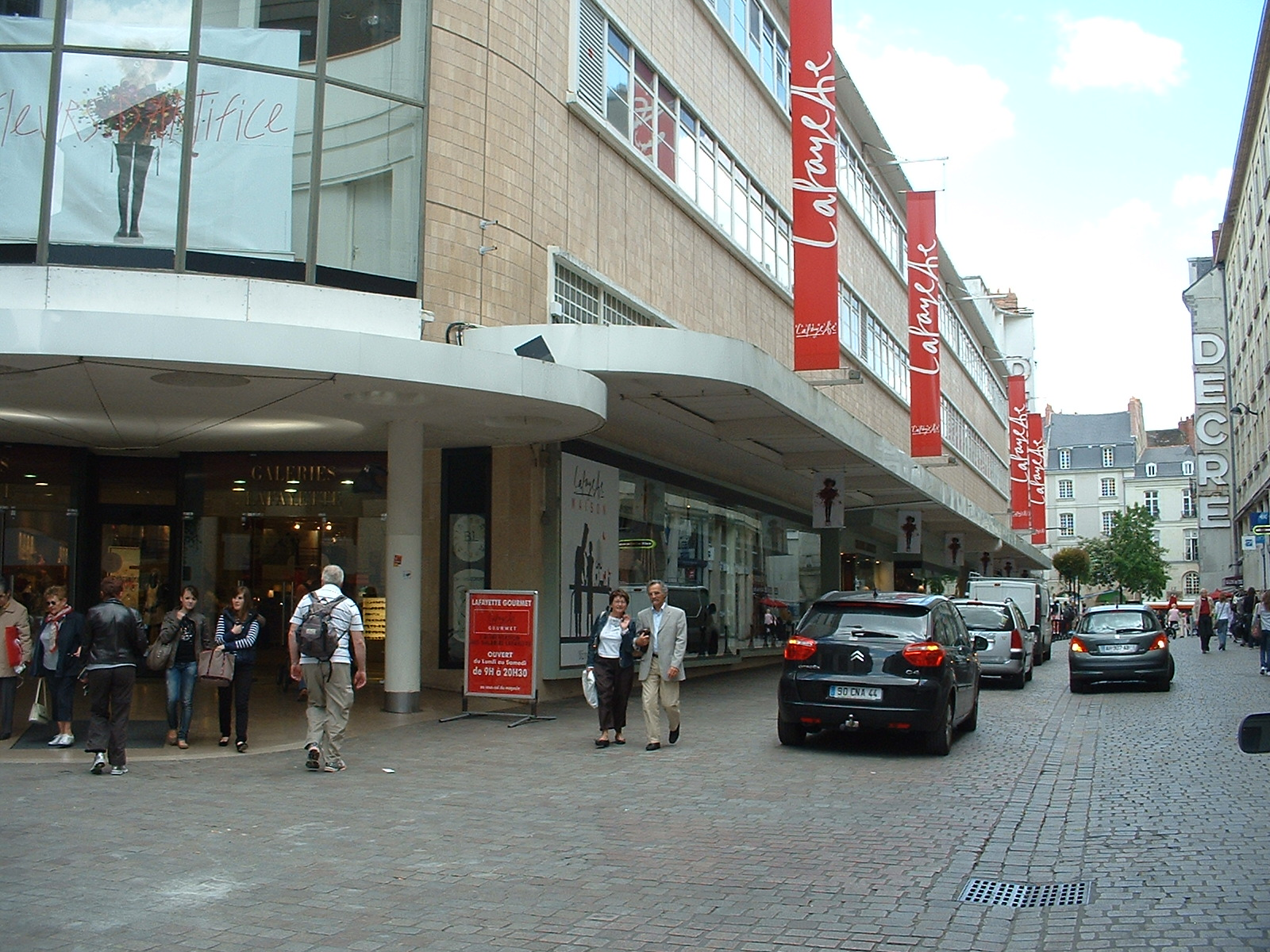
Anciennes galeries Decré.

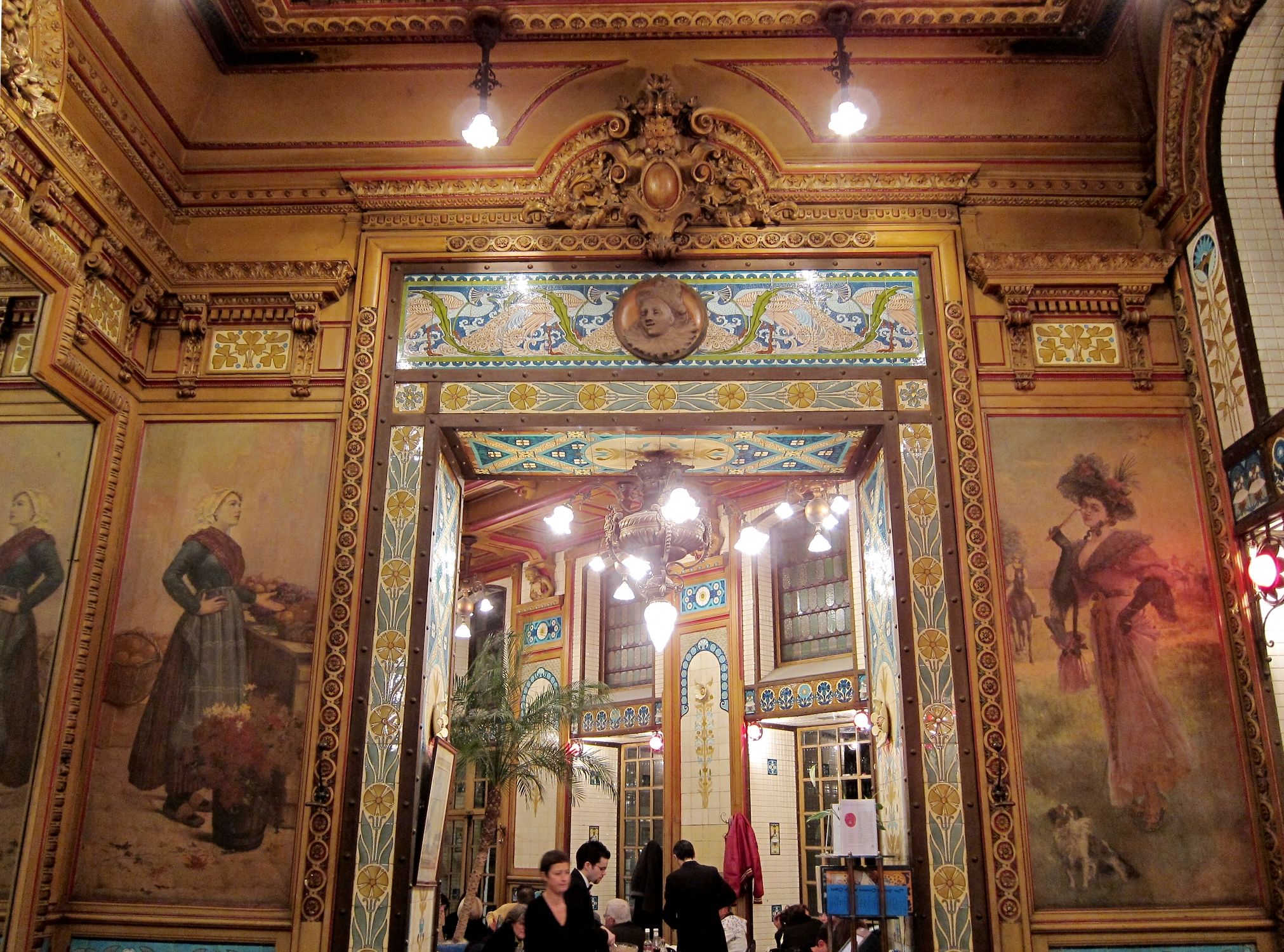
Intérieur de la brasserie La Cigale.

Créé par Jules-César Decré vers la fin des années 1860 le bazar Decré est la première étape de ce qui deviendra plus tard l'empire Decré. Dès 1880, il installe son commerce au 6 de la Basse-Grand-Rue (devenue rue de la Marne). Les générations se succèdent à la tête de l'entreprise devenue Decré-Frères, et continuent d'innover avec notamment la publication d'un catalogue. En 1931, le magasin s'agrandit encore pour devenir le plus grand d'Europe. Avec une architecture moderniste conçue par Henri Sauvage, ce centre commercial dispose de nombreux équipement : restaurants, salon de coiffure, salle de cinéma, agence de voyages, un bureau de poste, etc. Touché par les bombardements de 1943, Decré est reconstruit petit à petit, l'activité étant délocalisée provisoirement rue de Briord. Subissant la pression des nouvelles enseignes de grande distribution dans les années 1970, les actionnaires se résolvent à vendre aux Nouvelles Galeries absorbées plus tard par les Galeries Lafayette.
La brasserie La Cigale a ouvert ses portes place Graslin le 1er avril 1895. C'est une brasserie Belle Époque d'inspiration Art nouveau. Rendez-vous de la grande bourgeoisie après les représentations au théâtre Graslin, elle est appréciée des surréalistes des années 1920. Elle a été classée monument historique en 1964.
Le marché de Talensac, inauguré en 1937, constitue l'un des exemples les plus significatifs d'architecture commerciale de la période de l'entre-deux-guerres. Toujours en activité, il reste probablement le plus connu et le plus fréquenté des marchés nantais.
Le marché de Feltre, autre marché couvert, fut construit au début du XXe siècle, à l'emplacement de l'ancienne halles aux toiles édifiées par Mathurin Crucy et qui abrita des collections de peintures à l'origine du musée d'Arts. Au lendemain de la Seconde Guerre mondiale, ce marché abrita une fabrique de glaces, puis la patinoire municipale jusque dans les années 1980, avant de retrouver sa vocation commerciale en accueillant un magasin de prêt-à-porter (au rez-de-chaussée) et une librairie (à l'étage).
La chocolaterie-confiserie Georges-Gauthier, rue de la Fosse, est une illustration de ce qu'était l'architecture commerciale de la fin du XIXe siècle, avec ses motifs géométriques et floraux, son pavement de marbre, son lustre de cristal, son plafond œuvre du Nantais Picou, son comptoir et sa caisse en bois. Tout aussi caractéristique, mais de l'Art nouveau cette fois, la devanture de la Fromagerie centrale, à base de carreaux de céramique blancs avec des inscriptions bleues, se situe 8 rue Contrescarpe.
La Halle de la Madeleine, ancien relais de poste patrimonial construit en 1910, fut réhabilité en 2010 en logements et locaux à usage professionnel.